# Bão Mặt Trời tháng 5 năm 2024
Bão Mặt Trời tháng 5 năm 2024 là một loạt các cơn bão Mặt Trời, trong đó có cả bão mặt trời và bão địa từ, đã diễn ra từ ngày 10 tháng 5 năm 2024 trong chu kỳ mặt trời 25. Đây là cơn bão địa từ mạnh nhất ảnh hưởng đến Trái đất kể từ năm 2003, gây ra hiện tượng cực quang ở những vùng vĩ độ thấp hơn bình thường ở cả Bắc bán cầu và Nam bán cầu.

## Bão mặt trời và phun trào nhật hoa
Vào ngày 8 tháng 5 năm 2024, một vùng hoạt động Mặt Trời được Trung tâm Dự báo Thời tiết Không gian (SWPC) thuộc Cơ quan Quản lý Khí quyển và Đại dương Quốc gia (NOAA) đánh số 3664 đã tạo ra một bùng phát Mặt Trời cấp X1.0, nhiều bùng phát cấp M và phóng ra nhiều khối lượng vành nhật hoa (CME) về phía Trái Đất. Vào ngày 9 tháng 5, vùng hoạt động trên Mặt Trời đã "phun trào" hai lần, một lần mạnh cấp X2.25 và một lần mạnh cấp X1.12. Mỗi lần "phun trào" này đều kèm theo một khối vật chất khổng lồ bắn ra từ Mặt Trời, gọi là CME, hướng thẳng về Trái Đất. Ngày 10 tháng 5, vùng này lại "phun trào" một lần nữa, mạnh cấp X3.98. Đến ngày 11 tháng 5, lúc 1 giờ 23 phút giờ quốc tế, nó tiếp tục "phun trào" với cường độ cực mạnh từ 5,4 đến 5,7, kèm theo một CME khác. Chuỗi "phun trào" này cũng gây ra một cơn bão bức xạ mặt trời, có thể ảnh hưởng đến liên lạc vô tuyến và vệ tinh.

## Bão địa từ
Ba khối lượng vành nhật hoa (CME) từ ngày 8 tháng 5 đã đến Trái Đất vào ngày 10 tháng 5 năm 2024, gây ra các cơn bão địa từ từ mạnh đến cực mạnh với cực quang sáng và kéo dài rất lâu. Cực quang, vốn thường xuất hiện ở những nơi có vĩ độ cao gần hai cực, có thể được nhìn thấy từ ngôi làng hẻo lánh Hanle ở miền bắc Ấn Độ, gần thành phố Urumqi ở tây bắc Trung Quốc, và ở châu Âu từ tận phía nam như Croatia và miền nam Tây Ban Nha. Ở Bắc Mỹ, cực quang đã được nhìn thấy ở tận phía nam như Florida và Mexico. Ở Nam bán cầu, cực quang được nhìn thấy ở New Zealand, Úc, Chile, Argentina và xa về phía bắc như Uruguay và Namibia. Do từ trường liên hành tinh đạt cường độ 73 nT với thành phần dọc theo trục từ trường Trái Đất hướng mạnh về phía nam, đạt -50 nT, cũng như do mật độ và tốc độ gió mặt trời khá cao đạt 750–800 km/s, sự kiện này đã được xếp vào loại bão địa từ cấp G5, khiến nó trở thành cơn bão dữ dội nhất kể từ cơn bão Halloween năm 2003. Một số CME khác dự kiến sẽ đến Trái Đất vào ngày 11 và 12 tháng 5.

## Hình ảnh
- Cực quang nhìn từ Osage Beach, Missouri, Hoa Kỳ (38°B)
- Cực quang nhìn từ Othello, Washington, Hoa Kỳ (46°N)
- Cực quang nhìn từ đảo Pawleys, Nam Carolina, Hoa Kỳ (33°B)
- Cực quang nhìn từ Đông Sussex, Vương quốc Anh (51°B)
- Cực quang nhìn từ Đồi Okeford, Dorset, Vương quốc Anh (50°N)
- Cực quang nhìn từ Bay View, Washington, Hoa Kỳ (48°B)
- Cực quang nhìn từ Kraków, Ba Lan (50°B)
- Cực quang nhìn từ Gran Canaria, Tây Ban Nha (28°B))
- Cực quang nhìn từ Bray, Berkshire, Vương quốc Anh (51°B)
- Cực quang nhìn từ Thornton-Cleveleys, Vương quốc Anh (53°B)
- Cực quang ở Brastad, Thụy Điển (58°N)

Lưu ý: Số liệu trong chú thích chỉ vĩ độ địa lý, không phải vĩ độ từ.